# Úszás az 1896. évi nyári olimpiai játékokon
Az 1896. évi nyári olimpiai játékokon az úszóversenyek 1896. április 11-én zajlottak. A négy egyéni versenyszámban összesen négy nemzet tizenhárom úszója vett részt. A négy versenyszám közül az egyiken csak a görög haditengerészet tagjai indulhattak.

## Éremtáblázat
Az úszóversenyeken részt vevő négy nemzet közül csak az Amerikai Egyesült Államok nem nyert érmet.
(A táblázatokban a rendező ország csapata és a magyar csapat eltérő háttérszínnel, az egyes számoszlopok legmagasabb értéke, vagy értékei vastagítással kiemelve)
| Az 1896. évi nyári olimpiai játékok éremtáblázata úszásban | Az 1896. évi nyári olimpiai játékok éremtáblázata úszásban | Az 1896. évi nyári olimpiai játékok éremtáblázata úszásban | Az 1896. évi nyári olimpiai játékok éremtáblázata úszásban | Az 1896. évi nyári olimpiai játékok éremtáblázata úszásban | Olimpia  |
| ---------------------------------------------------------- | ---------------------------------------------------------- | ---------------------------------------------------------- | ---------------------------------------------------------- | ---------------------------------------------------------- | -------- |
|                                                            | Ország                                                     | Arany                                                      | Ezüst                                                      | Bronz                                                      | Összesen |
| 1                                                          | Magyarország (HUN)                                         | 2                                                          | 0                                                          | 0                                                          | 2        |
| 2                                                          | Görögország (GRE)                                          | 1                                                          | 3                                                          | 3                                                          | 7        |
| 3                                                          | Ausztria (AUT)                                             | 1                                                          | 1                                                          | 0                                                          | 2        |
|                                                            |                                                            |                                                            |                                                            |                                                            |          |
| Összesen                                                   | Összesen                                                   | 4                                                          | 4                                                          | 3                                                          | 11       |

## Érmesek
| Az 1896. évi nyári olimpiai játékok érmesei férfi úszásban |                                        |         |                                        |            |                                           |              |
| Versenyszám                                                | Arany                                  | Arany   | Ezüst                                  | Ezüst      | Bronz                                     | Bronz        |
| 100 méter gyors                                            | Hajós Alfréd · Magyarország (HUN)      | 1:22,2  | Otto Herschmann · Ausztria (AUT)       | 1:22,8     | Nem adták ki                              | Nem adták ki |
| 500 méter gyors                                            | Paul Neumann · Ausztria (AUT)          | 8:12,6  | Andóniosz Pepanósz · Görögország (GRE) | 9:57,6     | Efsztáthiosz Horafász · Görögország (GRE) | nem ismert   |
| 1200 méter gyors                                           | Hajós Alfréd · Magyarország (HUN)      | 18:22,2 | Joánisz Andréu · Görögország (GRE)     | 21:03,4    | Efsztáthiosz Horafász · Görögország (GRE) | nem ismert   |
| 100 méter gyors (matrózok részére)                         | Joánisz Malokínisz · Görögország (GRE) | 2:20,4  | Szpirídon Hazápisz · Görögország (GRE) | nem ismert | Dimítriosz Drívasz · Görögország (GRE)    | nem ismert   |

## A versenyszámok részletes eredményei

### 100 méter gyors
Az időeredményt és a beérkezési sorrendet csak az első két versenyzőnél jegyezték fel.
| A 100 méter gyorsúszás végeredménye az 1896. évi nyári olimpiai játékokon |                       |                        |        |
|                                                                           | Sportoló              | Ország                 | Idő    |
| Arany                                                                     | Hajós Alfréd          | Magyarország           | 1:22.2 |
| Ezüst                                                                     | Otto Herschmann       | Ausztria (AUT)         | 1:22.8 |
| ismeretlen                                                                | Georgios Anninos      | Görögország (GRE)      | –      |
| ismeretlen                                                                | Efsztáthiosz Horafász | Görögország (GRE)      | –      |
| ismeretlen                                                                | Alexandros Khrisafos  | Görögország (GRE)      | –      |
| ismeretlen                                                                | Gardner Williams      | Egyesült Államok (USA) | –      |

### 500 méter gyors
A versenyszámban három versenyző indult. Hajós Alfréd eredetileg úgy tervezte, hogy mind a három távon elindul, de az 500 méteres verseny rajtja közvetlenül a 100 méteres számot követően volt, ezért végül mégsem vett részt rajta. Így a görög Efsztáthiosz Horafász lett az egyetlen úszó, aki mindhárom nyílt úszószámot végigúszta. A harmadik helyezett időeredményét nem jegyezték fel.
| Az 500 méter gyorsúszás végeredménye az 1896. évi nyári olimpiai játékokon |                       |                   |        |
|                                                                            | Sportoló              | Ország            | Idő    |
| Arany                                                                      | Paul Neumann          | Ausztria (AUT)    | 8:12.6 |
| Ezüst                                                                      | Andóniosz Pepanósz    | Görögország (GRE) | 9:57.6 |
| Bronz                                                                      | Efsztáthiosz Horafász | Görögország (GRE) | –      |

### 1200 méter gyors
Az 500 méteres gyorsúszásban győztes osztrák Paul Neumann nem úszta végig a távot. A harmadik és további helyezettek időeredményét nem jegyezték fel.
| Az 1200 méter gyorsúszás végeredménye az 1896. évi nyári olimpiai játékokon |                       |                        |         |
|                                                                             | Sportoló              | Ország                 | Idő     |
| Arany                                                                       | Hajós Alfréd          | Magyarország (HUN)     | 18:22.2 |
| Ezüst                                                                       | Joánisz Andréu        | Görögország (GRE)      | 21:03.4 |
| Bronz                                                                       | Efsztáthiosz Horafász | Görögország (GRE)      | –       |
| ismeretlen                                                                  | N. Kartavas           | Görögország (GRE)      | –       |
| ismeretlen                                                                  | Gardner Williams      | Egyesült Államok (USA) | –       |

### 100 méter gyors matrózok számára
A negyedik úszószámban csak a Görög Haditengerészet (Greek Royal Navy) tagjai vehettek részt. A győztes időeredménye csaknem egy perccel gyengébb, mint a 100 méteres gyorsúszás nyílt versenyszámában győztes Hajós Alfrédé.
| A 100 méter gyorsúszás végeredménye az 1896. évi nyári olimpiai játékokon |                    |                   |        |
|                                                                           | Sportoló           | Ország            | Idő    |
| Arany                                                                     | Joánisz Malokínisz | Görögország (GRE) | 2:20.4 |
| Ezüst                                                                     | Szpirídon Hazápisz | Görögország (GRE) | –      |
| Bronz                                                                     | Dimítriosz Drívasz | Görögország (GRE) | –      |

## Magyar szereplés
Egy versenyző képviselte Magyarországot:
- Hajós Alfréd 100 m gyorsúszás  Arany és 1200 m gyorsúszás  Arany.